# 崔珉禎
崔珉禎（최민정，1998年9月9日—，部分中文媒体将其姓名音译为崔敏静），南韓女子短道速滑運動員，2018年平昌冬季奧運金牌得主。短道速滑女子1500米世界紀錄及奧運紀錄保持者。

## 生平
崔珉禎於京畿道城南市出生，6歲時與家人渡假時首次接觸溜冰。此後，她在小學正式展開選手生涯，並在初中時已成為全國冬季體育大會的獎牌得主。2014年，她在土耳其埃爾祖魯姆舉行的世界青年短道速滑錦標賽中，她一舉拿下兩金一銀兩銅，合共六面獎牌。同年，她入選國家隊。
2015年，崔珉禎以16歲之齡在世界錦標賽中分別於女子1000米、3000米、接力和全能4項賽事中問鼎冠軍。翌年，又在首爾舉辦的世界錦標賽中成功衛冕上述4面金牌。2017年的亞洲冬季運動會上，分別獲得1500米和接力金牌，並在1000米取得銀牌，500米取得銅牌。然而，在隨後舉行的世界錦標賽中，她首先在1500米決賽失利，然後在500米和1000米賽事中被判犯規而未能直接取得來年冬季奧運的參賽資格。
但最終，她通過全國選拔賽贏得奧運會的入場券。
2018年2月的平昌冬季奧運上，崔珉禎首先在1500米決賽中以2分24秒948替南韓增添一面金牌，隨後還在接力賽再下一城，取得她的第二面奧運金牌。
2022年2月11日的北京冬季奧運上，崔珉禎在1000米決賽中以1分28秒443替南韓增添一面銀牌；隨後還在13日於3000米接力賽中替南韓再增添一面銀牌，也是她在北京冬奧中取得第二塊銀牌；並在16日於1500米半準決賽中以2分16秒831刷新奧運紀錄，隨後在決賽中以2分17秒789取得今屆冬奧個人第一面金牌，更是她的第三面奧運金牌。最後，她以一金、兩銀的成績結束2022年北京冬季奧運會。

## 資料來源
1. ↑  . 中国日报. 2022-02-11  [2022-02-12]. （原始内容存档于2022-02-12）.
2. 1 2 3  . 韓聯社. 2018-01-18  [2018-02-22]. （原始内容存档于2018-02-09）.
3. ↑  . Newsis. 2015-03-17  [2018-02-22]. （原始内容存档于2019-08-14）.
4. ↑  . Donga. 2017-02-20  [2018-02-22]. （原始内容存档于2019-05-11）.
5. ↑  . Chosun. 2017-04-23  [2018-02-22]. （原始内容存档于2020-10-28）.
6. ↑  . Korea Times. 2017-11-01  [2018-02-22]. （原始内容存档于2018-02-18）.
7. ↑  . BBC. 2018-02-17.[永久]
8. ↑  . NBC. 2018-02-20  [2018-02-22]. （原始内容存档于2018-02-23）.